# Болгари захопилися
Болгари захопилися (болг. Българите са възхитени, рос. Болгары восхитились) — пропагандистське кліше, маніпуляція державних ЗМІ Росії та Білорусії, а також інтернет-мем. Публікації про «захоплених болгарів» є добірками перекладених російською мовою анонімних коментарів до статей іноземного видання про щось російське — такий формат вперше з'явився в середині 2000-х років на сайті «ІноСМІ.ру», а з осені 2020 року почав використовуватися на сайті «РИА Новости». Подібні формулювання російські та білоруські ЗМІ використовують для підтримки іміджу, зміцнення віри вже підданих пропаганді людей та переконання незгодних, надавши нібито зовнішнє підтвердження своїм словам.

## В пропаганді
Переклади болгарських коментарів «РИА Новости» почали публікувати з осені 2020 на своєму офіційному акаунті в «Твіттері» та на сайті, що може бути пов'язане з ротацією позаштатних перекладачів в «ИноСМИ». Агентство в матеріалах використовує формулювання «болгари захопилися [чимось російським]» (також «болгари висловлюються...», «болгари висміюють...» та «болгари оцінюють...»), внаслідок чого висловлювання перетворилося на інтернет-мем.

## Інтернет-мем
За даними TJ, вже у жовтні 2021 року фраза «болгари захопилися...» стала інтернет-мемом унаслідок частої появи згадок читачів ЗМІ Болгарії (з осені 2020 по жовтень 2021 року видання знайшло у твіттер-акаунті «РІА Новини» близько 25 новин з посиланням на болгар). «Болгари» негативно ставилися до всього західного («критикували» навчання НАТО, «передбачали» падіння долара та інше), але «захоплювалися» Росією. При цьому у 2020—2021 роках «РІА Новини» рідко використовувало конкретне формулювання «болгари захопилися...». У Рунеті образ «захоплених болгар» почав використовуватися в іронічних публікаціях, де користувачі використовували фразу в абсурдних комбінаціях, наприклад «болгари захопилися російськими офшорами» або «...неробочим неоплачуваним тижнем для росіян».